# Choyrodon
Choyrodon – rodzaj wymarłego dinozaura, ornitopoda z grupy iguanodontow.
Skamieniałości nieznanego zwierzęcia odkryto w Mongolii, w Chüren Duch. Pozostałości spoczywały wśród skał formacji Chüren Duch, którą datuje się na środkowy-późny alb, wbrew wcześniejszym wynikom palinologicznym sytuującym ją na apcie. W jej skałach odnaleziono już wcześniej skamieniałości Altirhinus kurzanovi, zaliczanego pierwotnie do rodzaju Iguanodon, ale także prymitywnego ornitomimozaura Harpymimus, żółwi i ryb. Nowe pozostałości obejmowały kilka niekompletnych szkieletów. Badanie histologiczne niektórych zebranych kości wskazało, że należały do osobnika młodocianego. Badanie ujawniło pewne odrębności kości nosowej, łzowej, opisthotic, szczękowej, przedzębowej i nadkątowej, zarówno prymitywne, jak otwarte okno przedoczodołowe, jak i zaawansowane ewolucyjnie, jak skierowana w dół kość zębowa czy powiększone okna nozdrzowe. Dzięki temu opisano nowy rodzaj dinozaura, któremu nadano nazwę Choyrodon. Nazwa rodzajowa wywodzi się od miasta Czojr leżącego w pobliżu miejsca znalezienia skamieniałości. Drugi człon nazwy rodzajowej, don, pochodzi od łacińskiego słowa oznaczającego ząb i często kończy nazwy dinozaurów, na przykład Iguanodon. Holotypem obrano wspomniany niekompletny szkielet młodocianego osobnika, skatalogowany jako MPC-D 100/801. W obrębie rodzaju umieszczono pojedynczy gatunek Choyrodon barsboldi. Epitet gatunkowy honoruje wiodącego mongolskiego paleontologa Rinchena Barsbolda, który dokonał pierwszych odkryć w miejscu znalezienia holotypu. Przeprowadzono analizę filogenetyczną, jednak w zależności od metodologii uzyskano różne wyniki. Niektóre drzewa rodowe lokują Choyrodon w nierozwikłanej politomii z Altirin, Equijubus, Jinzhousaurus, Bolong i kladem bardziej zaawansowanych ewolucyjnie iguanodonów, inne zaś widzą w nim grupę siostrzaną Eolambia, tworzony przez nich dwóch klad natomiast umieszczają w różnych miejscach drzewa rodowego iguanodonów.